# Résolution 476 du Conseil de sécurité des Nations unies
Membres permanents
- Chine
- États-Unis
- France
- Royaume-Uni
- URSS

Membres non permanents
- Allemagne de l'Est
- Bangladesh
- Jamaïque
- Mexico
- Niger
- Norvège
- Philippines
- Portugal
- Tunisie
- Zambie

Résolution no 475 Résolution no 477
La résolution 476 du Conseil de sécurité des Nations unies adoptée le 30 juin 1980 déclare nulle et non avenue la décision d'Israël de modifier le statut de Jérusalem. En effet, la Knesset vient de voter la loi de Jérusalem. Cette loi institue Jérusalem comme capitale « une et indivisible » de l'État d'Israël.

## Texte
Texte en français : Résolution 476 du Conseil de sécurité des Nations unies

## Contexte
Au lendemain de la guerre des Six Jours en 1967, Israël occupe Jérusalem-Est. La ville est de facto réunifiée sous autorité israélienne. En 1980, le parlement israélien institue Jérusalem comme capitale « une et indivisible », c'est-à-dire comprenant la partie palestinienne, Jérusalem-Est.

## Résolution adoptée
La résolution demande de mettre fin à l'occupation de Jérusalem. Elle déplore le refus continu d'Israël de se conformer aux résolutions du conseil de sécurité. Elle confirme que toutes les mesures législatives et administratives qui modifient le caractère et le statut de la ville sainte de Jérusalem n'ont aucune validité en droit.
La résolution a été adoptée le 30 juin 1980 par 14 voix pour et 1 abstention (États-Unis).

## Conséquences
Au moment de la résolution, 45 États représentés en Israël avaient leur ambassade à Jérusalem, parmi lesquels la Bolivie, le Chili, la Colombie, le Costa Rica, la République dominicaine, l'Équateur, le Salvador, le Guatemala, Haïti, les Pays-Bas, Panama, l'Uruguay et le Venezuela ; les autres pays étaient représentés à Tel Aviv.
13 pays ont déplacé leur ambassade à la suite de la résolution ; le Costa Rica et Salvador l'ont relocalisée à Jérusalem en 1982 jusqu'en 2006, date à laquelle leurs ambassades sont à nouveau déplacées vers Tel Aviv.
Trois pays disposent de leur consulat général à Jérusalem : la Grèce, le Royaume-Uni et les États-Unis.

## Sources